# 沮授
沮 授（そ じゅ、? - 200年）は、中国後漢時代末期の政治家・武将。冀州鉅鹿郡広平県の人。弟は沮宗。子は沮鵠。

## 正史の事跡

### 初期の事跡
若くして大志を有し、権謀術策に優れていたという。当初は州の別駕となり、茂才に推挙され、県令となった。また、冀州牧の韓馥に別駕・騎都尉として仕え、韓馥が袁紹に冀州を譲ろうとすると、他の幕僚と共に諫止したが聞き入れられなかった。結局、袁紹が冀州を支配すると、沮授もそのまま袁紹に仕えた。沮授は、冀・青・幽・并の4州を平定した上で長安に帝を迎え、洛陽において後漢の宗廟を復興する戦略を袁紹に説いたため、その賞賛を受け監軍（袁紹軍の総司令官的地位）・奮威将軍に任命された。この戦略の下に、袁紹は建安4年（199年）までには4州を平定することに成功している。沮授の監軍としての貢献は大きかった。
興平2年（195年）、沮授が袁紹に献帝を迎え入れることを進言したが、郭図や淳于瓊はこれに反対した（『三国志』魏志董二袁劉伝(袁紹)によると郭図が献帝迎え入れの提案者になっている）。袁紹も、董卓が擁立した献帝を迎え入れることに積極的でなかったため、沮授の進言は容れられなかった（『後漢書』本紀 孝献帝紀、『後漢書』列伝 袁紹劉表列伝）。
建安4年に袁紹が4州を平定して以降、対曹操の戦略について論争が起きていた。沮授と田豊が持久戦略を主張していたが、郭図と審配は短期決戦戦略を主張していた。袁紹は、最終的に郭図・審配の戦略を支持した。またこの時、郭図が沮授の勢威は強大であると讒言したため、これにより監軍の地位・権限が三都督へと三分割され、沮授・淳于瓊・郭図の3人が都督に任命されることとなった。この他、袁紹が長男の袁譚を青州刺史に任命しようとすると、沮授はこれを禍の始まりであるとして諫止した。しかし袁紹は聞き入れなかった。

### 官渡の戦い
建安5年（200年）、官渡の戦いが始まる直前に沮授は袁紹の敗北を予想し、弟をはじめ一族に資財を分け与えた。戦いが始まると、沮授は「顔良は勇猛であるが、偏狭であるため単独での任務には耐えられないでしょう」と袁紹に進言した。袁紹は郭図・淳于瓊・顔良に命じ、白馬に駐屯する劉延を攻撃させた。顔良は白馬で判断を誤って敵中に孤立してしまい、いとも容易く曹操軍の関羽に討ち取られてしまった。また、袁紹が黄河を渡り延津に向かおうとすると、沮授は病気を理由に軍指揮の辞退を申し出た。このため袁紹は憤然としながらも、沮授配下の軍を郭図に従属させた。
曹操軍が官渡に向かうと、沮授は曹操軍の糧食不足を指摘し、持久戦術を進言したが、容れられなかった。袁紹軍も官渡に赴いて曹操軍と交戦し、当初は有利な戦況を展開した。しかし袁紹軍もまた、曹操軍の攻撃で兵糧補給に難を生じさせることになった。このため袁紹は、淳于瓊に命じて輸送された食糧を守備させようとした。このとき沮授は、淳于瓊に加えて蔣奇に別働隊を率いさせ、守備に万全を期すべきことを袁紹に進言したが、またしても容れられなかった。この結果、淳于瓊が烏巣で曹操に撃破され、これがきっかけで袁紹軍は総崩れとなり、大敗した。沮授は黄河を渡河するのに遅れたため、曹操軍に生け捕りにされてしまった。
曹操は沮授と旧知の仲であったため、彼を配下に迎えようとした。しかし沮授はこれを頑なに拒否したという。曹操が沮授の能力を惜しんで処刑しようとしなかったが、脱走しようとしたため、曹操配下の兵にやむなく処刑された。なお、子の沮鵠は後に袁尚の武将となったが、邯鄲の戦いで曹操軍に敗れている。

## 後世の評価
『三国志』魏書袁紹伝の注によれば、歴史家の孫盛は、「田豊・沮授の謀は、古の張良・陳平に匹敵するものである」と讃えている。

## 物語中の沮授
小説『三国志演義』における沮授は、当初は韓馥の部下だったことについて触れられていない。ほぼ史実と同様の顛末を辿っており、悲劇の参謀として散っていった様子が描かれている。ただ曹操との戦いでは、持久戦略が袁紹に受け入れられなかったことに不満を抱き、他の諸将と連携しようとしない場面もある。
官渡の戦いでは、持久戦術を説いたものの、受け入れられずに拘禁されてしまう。さらに獄中から、不吉な星の出現について袁紹に知らせたが、これも無視されている。袁紹の敗戦後、曹操の降伏勧告に従わず死を選ぶのは、史実の通りである。また、曹操が「忠烈沮君之墓」と記した墓碑を黄河の渡し場に立てて、その死を悼む場面が描かれている。